# Bryhnia trichomitria
Bryhnia trichomitria är en bladmossart som beskrevs av Hugh Neville Dixon och Thériot 1932. Bryhnia trichomitria ingår i släktet Bryhnia och familjen Brachytheciaceae. Inga underarter finns listade i Catalogue of Life.